# Будинок на вулиці Староєврейській, 26 (Львів)
Будинок на Староєврейській, 26 — житловий будинок у Львові. Занесений до Реєстру пам'яток архітектури і містобудування України національного значення з охоронним номером 1300.

## Історія
Історія будинку розпочинається з XVI століття. Наприкінці XVI–на початку XVII століття на цьому місці стояла кам'яниця, яка належала Мартинові Бжемінському і мала назву – Бжемінська. Дім згодом називався Шольцівський за прізвищем дочки купця Яна Шольца Катерини, дружини Бжемінського. У 1605 році кам'яницю придбали за 2 тисячі золотих відомі львівські будівничі Амвросій Прихильний та Адам де Лярто, званий Покора. У 1611 році вони звели будинок на місці давньої кам'яниці XVI століття. Тепер вона мала назву Покоровичівською, кілька століть була домівкою для кількох поколінь львівських архітекторів і будівничих. У 1746 році було проведено реконструкцію у бароковому стилі будівничим Гербутом (Вигодним). У 1751 році будинок придбав золотар, вірменин Яків Антонович, який виконував обов'язки сеньйора золотарського цеху. У 1770 році частина будинку перейшла до цехового будівничого Йосифа Дубльовського. Друга частина кам'яниці належала Піховичу, а в 1754 році стала власністю Вервечкового братства при Латинській катедрі. У кінці XIX століття була реконструкція, влаштований оцинкований бляхою дах, встановлено ряд горищних вікон. У 1933 році приміщення партеру пристосували під крамниці, були облаштовані вітрини. У 1940-х роках партер пристосували під житло. На початку  1990-х років у приміщенні партеру розмістили взуттєву крамницю «Мальва».

## Опис кам'яниці
Будинок зберіг риси ренесансної кам'яниці з нашаруванням стильових рис XVIII та XIX століттях. Будинок триповерховий, цегляний на кам'яному фундаменті, прямокутний у плані. Має характерну середньовіччю тридільну структуру. Збереглася тильна кам'яниця. Чільний фасад є симетричний, тривіконний, з вертикальним членуванням рустованими лізенами. Має профільоване обрамлення вікон лінійними сандриками та розетами на другому поверсі. У вікнах третього поверху знаходяться підвіконні полички на консольках. Вузька сегментна брама має заґратовану верхню частину. Зліва знаходиться прямокутне вікно, справа у широкому прорізі — вхід до крамниці. Завершується фасад карнизом. Дах двосхилий, має прямокутні горищні вікна на фасаді. Склепіннями перекриті пивниці та приміщення першого поверху.

## Сьогодення
Постановою Ради Міністрів УРСР № 442 від 06.09.1979 р. будинок внесений до Реєстру пам'яток національного значення під охоронним № 1300). Будинок житловий. Через перебудови дійшов до нас у зміненому вигляді, зберігши давні пивниці та партер. 